# David Špička
David Špička (* 8. listopadu 1972) je český basketbalista hrající Národní basketbalovou ligu za Brněnský basketbalový klub. Hraje na pozici pivota. Je vysoký 200 cm, váží 107 kg.

## Kariéra
- 1998–2000 : BC Sparta Praha
- 2000–2004 : ČEZ Basketball Nymburk
- 2004–2005 : BK Synthesia Pardubice
- 2005–2006 : BK Sadská
- 2006–2007 : Brněnský basketbalový klub
- 2007–2009 : Karma Basket Poděbrady
- 2009–2010 : KK Sokol Vyšehrad

## Statistiky
| Sezóna   | Soutěž      | Odehrané minuty | Průměr na zápas | Body | Průměr na zápas |
| -------- | ----------- | --------------- | --------------- | ---- | --------------- |
| 1998/99  | Mattoni NBL | 717.5           | 21.7            | 343  | 10.4            |
| 1999/00  | Mattoni NBL | 271.6           | 12.3            | 104  | 4.7             |
| 2000/01  | Mattoni NBL | 817.5           | 23.4            | 367  | 10.5            |
| 2001/02  | Mattoni NBL | 531.4           | 14.8            | 235  | 6.5             |
| 2002/03  | Mattoni NBL | 295.2           | 9.2             | 98   | 3.1             |
| 2003/04  | Mattoni NBL | 238.4           | 7.7             | 67   | 2.2             |
| 2004/05  | Mattoni NBL | 825.6           | 31.8            | 503  | 19.3            |
| 2005/06  | Mattoni NBL | 1045.7          | 32.7            | 557  | 17.4            |
| 2006/07* | Mattoni NBL | 230.9           | 28.9            | 84   | 10.5            |

 *Rozehraná sezóna - údaje k 20.1.2007 